# 玫瑰醇
玫瑰醇（也称为3,7-二甲基辛-7-烯-1-醇）是一种有机化合物，分子式C10H20O，用于化妆品和香水中，以散发花香。